# 久保研二
久保 健二（くぼ けんじ、1986年4月27日 - ）は、大分県宇佐市出身のフットサル選手。Fリーグ・ポルセイド浜田所属。ポジションはアラ フィクソ。

## 来歴
Fリーグディビジョン2初年度の2018-19シーズン途中に中国の上海徐房足球倶楽部より移籍。
2021-22シーズン入団の浅賀夏樹とは、柏TOR‘82時代の友人を介して加入以前より面識があった。

## 所属チーム
- JFC
- disfurtar
- 柏TOR’82
- 上海徐房足球倶楽部
- ポルセイド浜田